# Pineville (Missouri)
Pour les articles homonymes, voir Pineville.
La ville de Pineville est le siège du comté de McDonald, situé dans l'État du Missouri, aux États-Unis.